# Machines That Think
Machines That Think (no Brasil: Máquinas que Pensam ou Histórias de Robôs) é uma coletânea de 29 histórias sobre robôs e computadores, editada por Isaac Asimov, Martin H. Greenberg, e Patricia S. Warrick. Publicado em 1984 pela editora Holt, Rinehart e Winston,  o livro possui um prefácio de Asimov, o criador dos Três Leis da Robótica.
| Título original                    | Título em português             | Autor                                  |
| ---------------------------------- | ------------------------------- | -------------------------------------- |
| Moxon’s Master                     | O Feitiço e o Feiticeiro        | Ambrose Bierce                         |
| The Lost Machine                   | A Máquina Perdida               | John Wyndham (como John Beynon Harris) |
| Rex                                | Rex                             | Harl Vincent                           |
| Robbie                             | Robbie                          | Isaac Asimov                           |
| Farewell to the Master             | Adeus ao Mestre                 | Harry Bates                            |
| Robot’s Return                     | A Volta do Robô                 | Robert Moore Williams                  |
| Though Dreamers Die                | Mesmo que os Sonhadores Morram  | Lester del Rey                         |
| Fulfillment                        | Satisfação                      | A. E. van Vogt                         |
| Runaround                          | Círculo Vicioso                 | Isaac Asimov                           |
| I Have No Mouth, and I Must Scream | Não Tenho Boca e Preciso Gritar | Harry Harrison                         |
| A Logic Named Joe                  | Uma Lógica Chamada Joe          | Murray Leinster (como Will F. Jenkins) |
| Sam Hall                           | Sam Hall                        | Poul Anderson                          |
| I Made You                         | Fui Eu que Fiz Você             | Walter M. Miller, Jr.                  |
| Triggerman                         | Gatilho Humano                  | J. F. Bone                             |
| War with the Robots                | Guerra com Robôs                | Harry Harrison                         |
| Evidence                           | Prova                           | Isaac Asimov                           |
| 2066: Election Day                 | 2066: Dia de Eleição            | Michael Shaara                         |
| If There Were No Benny Cemoli      | Se Benny Cemoli Não Existisse   | Philip K. Dick                         |
| The Monkey Wrench                  | A Chave-Inglesa                 | Gordon R. Dickson                      |
| Dial “F” for Frankenstein          | Disque F Para Frankenstein      | Arthur C. Clarke                       |
| The Macauley Circuit               | O Circuito de Macauley          | Robert Silverberg                      |
| Judas                              | Judas                           | John Brunner                           |
| Answer                             | Resposta                        | Fredric Brown                          |
| The Electric Ant                   | A Formiga Elétrica              | Philip K. Dick                         |
| The Bicentennial Man               | O Homem Bicentenário            | Isaac Asimov                           |
| Long Shot                          | Derradeira Esperança            | Vernor Vinge                           |
| Alien Stones                       | Pedras Estranhas                | Gene Wolfe                             |
| Starcrossed                        | Desditados                      | George Zebrowski                       |